# 2018년 동계 올림픽 바이애슬론 남자 매스스타트
2018년 동계 올림픽 바이애슬론의 남자 매스스타트 종목은 2018년 2월 18일 평창군 알펜시아 크로스컨트리 센터에서 진행된다.

## 일정
모든 시간은 한국 시간 기준이다.
| 날짜     | 시간                  | 라운드 |
| -------- | --------------------- | ------ |
| 2월 18일 | 오후 8:15 ~ 오후 9:15 | 결선   |

## 결과
오후 8시 15분에 레이스가 시작된다.